# Julie Gonzalo
Julieta Susana "Julie" Gonzalo (Buenos Aires, 9 de setembro 1981) é uma atriz e produtora americana nascida na Argentina.
Quando era pequena se mudou para os Estados Unidos com sua família. A atriz sabe falar fluentemente espanhol. Começou sua carreira de atriz ainda pequena, fez participações em seriados de televisão como Veronica Mars, onde interpretou Parker Lee. Também apareceu brevemente em filmes como A Nova Cinderela, Sexta-Feira Muito Louca, Um Natal Muito, Muito Louco, Com a Bola Toda, entre outros. Interpretou Maggie Dekker na série Eli Stone e Pamela Rebecca na série Dallas entre 2012 e 2014 como parte do elenco principal.